# Pinet (Valência)
Pinet é um município da Espanha na província de Valência, Comunidade Valenciana. Tem 11,9 km² de área e em 2021 tinha 161 habitantes (densidade: 13,5 hab./km²).

## Demografia
| Variação demográfica do município entre 1991 e 2004 | Variação demográfica do município entre 1991 e 2004 | Variação demográfica do município entre 1991 e 2004 | Variação demográfica do município entre 1991 e 2004 |
| --------------------------------------------------- | --------------------------------------------------- | --------------------------------------------------- | --------------------------------------------------- |
| 1991                                                | 1996                                                | 2001                                                | 2004                                                |
| 249                                                 | 235                                                 | 202                                                 | 192                                                 |